# Alain Viala
Pour les articles homonymes, voir Viala.
Alain Viala, né le 20 novembre 1947 à Saint-Affrique et mort le 30 juin 2021,, à L'Haÿ-les-Roses, est un historien et sociologue de la littérature française.

## Biographie
Il est professeur à l'université Sorbonne-Nouvelle et professeur à l'université d'Oxford où il est titulaire de la chaire de lettres françaises.
Ancien élève de l'École normale supérieure (Cachan, 1967), agrégé de lettres modernes (1971) et docteur ès lettres (1983, doctorat d'État), il se fait connaître notamment pour ses travaux en sociologie de la littérature inspirés des travaux de Pierre Bourdieu (Naissance de l'écrivain, 1985) et son approche de la réception qu'il nomme « sociopoétique » (Approches de la réception, avec Georges Molinié, 1993). Spécialiste de la littérature classique française, Viala a également consacré des ouvrages au théâtre, à l'école et à la théorie littéraire. Il est cofondateur avec Christian Jouhaud du GRILH "Groupe de Recherches Interdisciplinaires sur l'Histoire du Littéraire" (EHESS/Paris III).

## Principales publications
- avec Michel P. Schmitt, Faire/Lire, Paris, Éditions Didier, 1978.
- Naissance de l'écrivain, Paris, Les Éditions de minuit, « Le Sens commun », 1985.
- Les Institutions littéraires en France au XVIIe siècle, Lille, ART, 1985.
- L'Esthétique galante, Paris, Société des Littératures classiques, 1990.
- Racine. La stratégie du caméléon, Paris, Seghers, 1990.
- Walt Disney ; adapt. Alain Viala, Robin des bois, Paris, France Loisirs, 1992.
- avec Georges Molinié, Approches de la réception, Paris, PUF, « Perspectives littéraires », 1993.
- Le Théâtre en France, Paris, PUF, 1996.
- avec Paul Aron et Denis Saint-Jacques (dir.), Le Dictionnaire du littéraire, Paris, PUF, « Grands dictionnaires », 2002 ; 2e édition revue et augmentée, coll. « Quadrige », 2004.
- L'Enseignement littéraire, Paris, PUF, coll. « Que sais-je ? », 2005.
- Lettre à Rousseau sur l'intérêt littéraire, Paris, PUF, « Quadrige », 2005.
- avec Paul Aron, Sociologie de la littérature, Paris, PUF, coll. « Que sais-je ? », 2006.
- La France galante, Paris, PUF, Littéraires (Les), 2008.
- Les 100 mots du littéraire, Paris, PUF, coll. « Que sais-je ? », 2008.
- La Culture littéraire, Paris, PUF, « Licence », 2009.
- Histoire du théâtre, Paris, PUF, coll. « Que sais-je ? », 2010.
- La Galanterie. Une mythologie française, Paris, Seuil, 2019.
- L'adhésion littéraire, Paris, Le Temps des cerises, 2022.

## Cours en livres audio
Collection « Histoire de la littérature française »
1. Alain Viala, Le Moyen Âge, Vincennes, éd. Frémeaux & Associés, 31 mai 2013 (EAN 3561302551326, BNF 43623817).Cours particulier donné par l'auteur, illustré de textes lus par Daniel Mesguich ; support : 5 disques compacts audio ; durée : 6 h 19 min environ ; référence éditeur : FA 5513.
2. Alain Viala, La Renaissance, Vincennes, éd. Frémeaux & Associés, 1er octobre 2013 (EAN 3561302551425, BNF 43681854).Cours particulier donné par l'auteur, illustré de textes lus par Daniel Mesguich ; support : 5 disques compacts audio ; durée : 6 h 7 min environ ; référence éditeur : FA 5514.
3. Alain Viala, L'Âge classique, Vincennes, éd. Frémeaux & Associés, 1er octobre 2014 (EAN 3561302551524, BNF 43906571).Cours particulier donné par l'auteur, illustré de textes lus par Daniel Mesguich ; support : 5 disques compacts audio ; durée : 6 h 17 min environ ; référence éditeur : FA 5515.
4. Alain Viala, Les Lumières, Vincennes, éd. Frémeaux & Associés, 1er octobre 2014 (EAN 3561302551623, BNF 43905422).Cours particulier donné par l'auteur, illustré de textes lus par Daniel Mesguich ; support : 5 disques compacts audio ; durée : 6 h 12 min environ ; référence éditeur : FA 5516.
5. Alain Viala, Le Romantisme, Vincennes, éd. Frémeaux & Associés, 31 mars 2015 (EAN 3561302551722, BNF 44420117).Cours particulier donné par l'auteur, illustré de textes lus par Daniel Mesguich ; support : 5 disques compacts audio ; durée : 5 h 33 min environ ; référence éditeur : FA 5517.
6. Alain Viala, Le Second XIXe Siècle, Vincennes, éd. Frémeaux & Associés, 18 avril 2016 (EAN 3561302551821, BNF 45062778).Cours particulier donné par l'auteur, illustré de textes lus par Daniel Mesguich ; support : 5 disques compacts audio ; durée : 5 h 41 min environ ; référence éditeur : FA 5518.
7. Alain Viala, Le Premier XXe Siècle, Vincennes, éd. Frémeaux & Associés, 17 septembre 2017 (EAN 3561302551920, BNF 45355937).Cours particulier donné par l'auteur, illustré de textes lus par Daniel Mesguich ; support : 5 disques compacts audio ; durée : 6 h 18 min environ ; référence éditeur : FA 5519.